# Киевский телецентр
Киевский телецентр, аппаратно-студийный комплекс Национальной общественной телерадиокомпании Украины — киевский комплекс зданий площадью 15 гектаров, включающий в себя 24-этажную здание-башню и студийные блоки,
здание спроектировал Московский государственный проектный институт, а архитектурная часть выполнена киевским институтом «Киевпроект».
Авторы проекта — архитекторы: А. В. Комаровский, A. П. Зыбин, E. A. Сафронов, В. Н. Гаврилин, Ю. В. Мельничук и инженеры: М. Н. Панич, M. O. Марковская.

## Здание
24-этажное здание «Карандаш» площадью 87 500 м², содержит: 9 блоков аппаратно-студийного комплекса (два по 600 м², два по 450 м², два по 150 м², два по 80 м², студия новостей 200 м²), 17 видеоаппаратных комплексов, 6 телевизионных студий (две по 600 м², две по 450 м², две по 150 м²), 14 залов для репетиций, киноконцертный зал на 450 посадочных мест (не достроен), 4 зала для кинопросмотра, цеха для изготовления декораций, бутафории и костюмов, музей телевидения (открылся 16 ноября 2006 года, к 55-й годовщине украинского телевидения).

Технологические комплексы телецентра включает в себя четыре телеканала:
- Первый
- Общественное Культура
- Общественное Киев
- Общественное Крым

## Конструкция
Конструкция здания — четыре угловые монолитные башни с лестницами и две внутренние центральные башни с лифтовыми шахтами, которые объединены и связаны между собой этажами с ленточным остеклением на стальных 20-метровых балках. Крыша перекрыта остеклённой пирамидой из металлических конструкций.
«Карандаш» из-за высокой воспламеняемости сооружения — единственное в Киеве здание, имеющее свою собственную пожарную часть № 36 с 11 пожарными боевого расчёта (первоначально – 48).

Интерьер здания, отделанный мрамором и металлом, украшенный мозаиками, включает в себя холл и вестибюль с внутренним свободным пространством высотой 15 метров.

Кроме видимого внушительного размера, комплекс имеет и обширную подземную инфраструктуру.

## Строительство
Изначально идея строительства всего комплекса (с телевышкой) была принята в 1962 году.
Проект выполнен московским Государственным проектным институтом связи по решению Республиканских органов власти и согласно техническим условиям, которые определило Гостелерадио Украины, архитектурная часть выполнена республиканским проектным институтом «Киевпроект».
Строительство 24-этажного здания-башни было начато в 1983 году на месте бывшего старого еврейского кладбища, периодически замораживалось, однако в 1992 году было прервано и с тех пор не возобновлялось. В итоге, здание не принято в эксплуатацию, но функционирует. Центральная входная группа в здание башни и концертный зал не достроены, из-за чего вход осуществляется через боковой вспомогательный.
Официальное открытие телецентра — 30 декабря 1992 года, первый официальный эфир из студии АСБ-1 - пресс-конференция президента Украины Л. Кравчука. Первый эфир из АСБ-2 состоялся 28 февраля 1996 года.
В конце 1990-х годов телецентр был переоснащён современной электронной техникой стоимостью 13,5 млн $ за счёт товарного японского кредита, который позволил заменить практически все телевизионные камеры и видеомагнитофоны, и в течение 10 лет качественно обеспечивать технологию телевизионного производства в формате Betacam SP.
Осенью 2012 года на территории Киевского телецентра появились новый автоматизированный цифровой эфирный комплекс и видеоархив.
Здание пострадало в результате российских ракетных ударов по Киевской телебашне 1 марта 2022 г.